# Gestion des clubs sportifs en RDA
En RDA, la gestion des clubs sportifs fut étroitement contrôlée par le SED (Parti socialiste unifié d'Allemagne), le parti de masse dirigeant le pays de 1949 à 1990.
Cette page propose une approche des différents organes de pouvoir et des catégories de clubs de football qui furent actifs en « Allemagne de l'Est ».

## Rôles
Dès les premiers jours d’existence de la République démocratique allemande, les cercles sportifs furent employés comme vecteurs de propagande (comme les nazis l’avaient fait précédemment, voir article ministère nazi des sports) [réf. souhaitée]. Sous le prétexte de promouvoir le sport, l’État exerça une influence et un contrôle permanent sur la population. [réf. souhaitée]
Toute l'activité sportive fit donc l'objet d'un contrôle permanent de la part des autorités. [réf. souhaitée] De 1950 à 1957, l'organe chargé de la gestion des sports fut le Deutscher Sportausschuss (DS). Il fut remplacé par la Deutscher Turn- und Sportbund (DTSB).
Dix-huit catégories de Sportvereinigungen (SV) (associations sportives) furent mises en place et organisées selon les secteurs d’activité économique. Seize avaient un statut civil tandis que deux étaient des liées à des organes de l’État : l’armée (Armee Sportvereinigung (ASV) Vorwärts) et les organes de sécurité (Sportvereinigung (SV) Dynamo). 
Ces Sportvereinigungen furent instituées en 1950. Le système perdit de sa superbe après 1957.

## Origines
Dès que la capitulation de l’Allemagne nazie fut entérinée, les Alliés s’activèrent à dénazifier le pays. Une des mesures prises fut de dissoudre, dès 1945, tous les clubs et toutes les organisations. (voir directive n° 23).
Rapidement, les clubs reçurent l’autorisation de se reconstituer sous l’appellation de Sportgemeinschaft (SG) (communautés sportives).

Zones d’occupation en Allemagne en 1945

Dans les zones occupées par les Américains, les Britanniques et les Français, les clubs qui le souhaitaient purent très rapidement reprendre leurs noms initiaux. Par contre, dans la zone soviétique, il n’en alla pas du tout de la même manière.
Pour rappel, cette zone soviétique était constituée de la Thuringe, de la Saxe-Anhalt, de la Saxe du Brandebourg et du Mecklembourg-Poméranie-Occidentale, sans sous oublier le secteur Est de Berlin (districts de Friedrichshain, de Hellersdorf, de Hohenschönhausen, de Köpenick, de Lichtenberg, de Marzahn, de Mitte, de Pankow, de Prenzlauer Berg, de Treptow et de Weissensee).

## Organes dirigeants
Les activités sportives de la RDA furent gérées et contrôlées par deux organismes hautement (pour ne pas dire totalement) politisés. D'abord, le Deutscher Sportausschuss (DS) qui fut remplacé en 1958 par la Deutscher Turn- und Sportbund (DTSB). 

### Deutscher Sportausschuss

Logo de la FDJ

Logo de la FDGB

Le 1er octobre 1948, la Freie Deutsche Gewerkschaftsbund (FDGB) (la Fédération Libre des Syndicats Allemands) et la Freie Deutsche Jugend (FDJ) (Jeunesse Libre Allemande, mouvement de jeunesse fondé le 7 mars 1946) se réunirent au siège berlinois du comité central de la FDJ et fondérent le Deutscher Sportausschuss (Comité Allemand des Sports).
Cet organisme avait comme raison d'être de structurer et d'organiser (donc de contrôler, État totalitaire communiste oblige [réf. souhaitée]) toutes les activités sportives sur le territoire de ce qui allait devenir la RDA.
Le 3 avril 1950, le Deutscher Sportausschuss prononça son décret alignant la structure sportive est-allemande sur celle de la FDGB. Ce fut la mise en place des Sportvereinigungen c'est-à-dire le groupement des équipes au nom des différentes activités (« Motor », « Empor », « Stahl », ...). Les clubs furent alors restructurés en Bertriebsportgemeinschaft (BSG) (communauté sportive d'entreprise / ou corporative). Dans quelques cas, plus rares, certaines équipes ne connurent pas de changements d’appellation, comme SG Adlershof ou SG Jänschwalde.
Dans la majorité des cas, la dénomination des clubs prit la forme SG + Nom de la localité qui devint BSG (Betriebssportgemeinschaft) + Nom de localité (ou de district). Certains furent nommés ASG (Armeesportgemeinschaft) ou HSG (Hochschulsportgemeinschaft, école supérieure).
Le Deutscher Sportausschuss cessa ces activités et fut dissous après les décisions du « Politburo » du Comité central du SED (parti unique gérant l'État est-allemand), le 27 et 28 avril 1958 et la fondation du Deutscher Turn- und Sportbund (DTSB) (Fédération Allemande de Gymnastique et des Sports).

### Deutscher Turn- und Sportbund
Après l'instauration de la DTSB, des fédérations sportives furent alors institués pour les sports qui n’en disposaient pas encore. Ce fut le cas du Deutscher Fussball Verband der DDR (DFV) — littéralement « Fédération Allemande de Football de la RDA » — qui vit le jour les 17 et 18 mai 1958. Dans la pratique, la DTSB fut gérée directement par le comité central du SED.
14 des 18 anciennes Sportvereinigungen, créées en 1950, passèrent alors sous la direction des fédérations régionales (Bezirksverbanden) de la DTSB. Les organisations d’État, « Dynamo » (police), « Vorwärts » (armée), « Wismut » (mines d'uranium) et « Reichsbahn » (chemins de fer) restèrent distinctes de cette réforme jusqu’en 1978.
Alors que l'ancien Deutscher Sportausschuss comporta toute une série de sections différentes comme la « section football », la DTSB amena la constitution de fédérations individuelles pour les disciplines n'en disposant pas encore. Ainsi, en 1958 fut instaurée le Deutscher Fussball Verband der DDR (DFV). 
La DTSB fut structurée et subdivisée en 15 organisations de district (Bezirk) selon le découpage administratif mis en place en RDA. 
Cette réforme administrative amena la modification de certaines appellations de clubs, mais dans l’ensemble, la logique appliquée depuis 1948/1949 resta sensiblement identique. Sous le niveau « Bezirk » furent installés des comités subalternes par « Kreis » (comtés) puis par « Stadt » (ville / commune) et enfin par « Stadtkreis » (arrondissement urbain). Les Sportvereinigungen de l'Armée (ASV Vorwärts) et de la police — y inclus la Stasi, la VoPo, et la Douane — (Dynamo) avaient le statut d'une organisation de district mais étaient dans la réalité des faits indépendantes.
La DTSB accentua les idées émises dès 1954 en articulant sa méthode de travail en deux grandes catégories ; sport de loisir (Breitensport) et sport de compétition (Leitungsport). La première servant de détecteur de talents qui furent ensuite priés de rejoindre un club de la seconde catégorie.

## Liste des Sportvereinigungen
Les Sportvereinigungen (SV), littéralement « associations sportives », étaient les organes hiérarchiques supérieurs liés chacun à un secteur d'activités. Les forces de police et l'armée eurent chacune leur propre « SV ».
| Logo | Noms         | Secteurs d’activité                                            | Exemple                                                                          |
| ---- | ------------ | -------------------------------------------------------------- | -------------------------------------------------------------------------------- |
|      | Aktivist     | Exploitation minière, industries primaires                     | BSG Aktivist Zwickau BSG Aktivist Schwarze Pumpe SC Aktivist Brieske-Senftenberg |
|      | Aufbau       | Secteur de la construction                                     | SC Aufbau Magdeburg BSG Aufbau Krumhermersdorf BSG Aufbau Boizenburg             |
|      | Chemie       | Industrie chimique, du verre et de la céramique                | Hallescher FC Chemie BSG Chemie Premnitz BSG Chemie Böhlen                       |
|      | Dynamo       | Organes de sécurité (Stasi, Douanes, police)                   | SG Dynamo Dresden BFC Dynamo SC Dynamo Klingenthal                               |
|      | Einheit      | Gouvernement central et local                                  | SC Einheit Dresden BSG Einheit Greifswald BSG Einheit Wernigerode                |
|      | Empor        | Commerce, biens alimentaires                                   | SC Empor Rostock BSG Empor Lauter BSG Empor Löbau                                |
|      | Fortschritt  | Industrie légère et textile                                    | SC Fortschritt Weißenfels BSG Fortschritt Bischofswerda BSG Fortschritt Cottbus  |
|      | Lokomotive   | Moyens de transport, chemin de fer                             | 1. FC Lokomotive Leipzig BSG Lokomotive Magdeburg BSG Lokomotive Stendal         |
|      | Medizin      | Secteur médical                                                | BSG Medizin Markkleeberg BSG Medizin Luckau BSG Medizin Berolina Berlin          |
|      | Motor        | Construction de moteurs et machines, transformation des métaux | SC Motor Jena BSG Motor Zwickau BSG Motor Altenburg                              |
|      | Post         | Postes et télécommunications                                   | BSG Post Neubrandenburg BSG Post Schwerin BSG Post Jena                          |
|      | Rotation     | Industries de l’imprimerie et de l’édition                     | SC Rotation Leipzig BSG Rotation Berlin BSG Rotation Babelsberg                  |
|      | Stahl        | Métallurgie                                                    | SC Stahl Riesa BSG Stahl Brandenburg BSG Stahl Eisenhüttenstadt                  |
|      | Traktor      | Coopératives agricoles                                         | SC Traktor Schwerin SC Traktor Oberwiesenthal BSG Traktor Teuchern               |
|      | Turbine      | Secteurs de l’énergie et de la gestion de l’eau                | SC Turbine Erfurt BSG Turbine Halle BSG Turbine Potsdam                          |
|      | Vorwärts     | Organismes militaires (Forces Armées)                          | ASK Vorwärts Frankfurt ASK Vorwärts Oberhof ASG Vorwärts Dessau                  |
|      | Wismut       | Mines d’uranium                                                | BSG Wismut Aue SG Wismut Gera SC Wismut Karl-Marx-Stadt                          |
|      | Wissenschaft | Universités et hautes écoles                                   | HSG Wissenschaft Halle SC Wissenschaft DHfK Leipzig HSG Wissenschaft TH Dresden  |

Il y eut aussi quelques exceptions notables de clubs qui portèrent des appellations et des abréviations comme seules la RDA pouvait en créer. Il s’agit pour certains de clubs fondés à une époque l’État est-allemand n’avait plus la même envie d’unifier toutes les associations sportives. D'autres eurent un nom « original » dès le début et le conservèrent. Ce fut par exemple le cas de la BSG Anker Wismar (chantier naval), ou BSG VVB Tabak Dresden (fabrique de cigarettes) ou encore BSG Energie Neubrandenburg.
Toutefois les appellations types comme celles souvent employées en Allemagne de l'Ouest (Eintracht, Alemannia, Germania, ...) furent toujours considérées comme « politiquement incorrectes » ! [réf. souhaitée] [pourquoi ?]

### Betriebsportgemeinschaft
Dès 1949, les clubs reconstitués après la Seconde Guerre mondiale sous forme de Sportgemeinschaft (SG) furent restructurés. Certains furent d'abord une Zentrale Sportgemeinschaft (ZSG). Après la création des Sportvereinigungen (SV) les clubs devinrent des Betriebsportgemeinschaften (en abrégé BSG). 
Cela signifiait que toute entité sportive était attachée à une « entreprise » qui était son « Träger » (littéralement : soutien). Le terme « entreprise » englobait tous les secteurs : primaire (fermes, mines, ...), secondaire (aciéries, fabriques, manufactures, ...) ou tertiaire (organes administratifs). Les équipes des organes de police ou militaires restèrent gérées (en fait contrôlées) différemment. Les premières par la Sportvereinigung Dynamo, les secondes par la Sportvereinigung Vorwärts.
Les Betriebsportgemeinschaften restèrent actives jusqu'en 1990. Une différenciation de catégories vint s'ajouter à deux reprises : les DDR-Sportklub [réf. souhaitée] puis les Fussball-Club [réf. souhaitée].

### DDR-Sportsclubs[réf.souhaitée]
À partir de 1954, eut lieu une première réforme importante du système mis en place en 1949. Au sein des différentes Sportvereinigungen (SV), il fut créé des Sportclubs (SC) [réf. souhaitée]. Le but était de « préparer des élites sportives ». Les différentes Sportvereinigungen gérèrent le sport de loisir (Breitensport) par le biais de « BSG » qui restèrent en place, alors que les SC s'occupèrent de l'élite, du sport de compétition (Leitungsport). La théorie étaient que les meilleurs talents repérés dans et par les « BSG » étaient alors priés de rejoindre un « SC ».
Certaines « BSG » devinrent en tout ou en partie des « SC », d'autres « SC » furent spécialement créés.
Dans les années 1960, certaines BSG et SV furent réunies en Turn- und Sportgemeinschaft (TSG) comme TSG Neustrelitz, TSG Lübbenau ou TSG Elsterwerda.

### Fussball Club[réf.souhaitée]
À partir de janvier 1966, une autre réforme concerna les principales équipes de football. Celles-ci furent restructurées comme des organismes indépendants des « BSG » ou des « SC ». Des clubs de football furent alors refondés ou reconstitués sous des appellations plus conventionnelles (1.FC [réf. souhaitée], FC, SC, …). Toutefois, le contrôle strict de l’État resta omniprésent.
BSG, SC et « clubs indépendants » restèrent en activité jusqu'à la réunification allemande. Ils furent ensuite dissous et ceux qui poursuivirent leurs activités furent restructurés en organismes civils, selon les statuts en vigueur en RFA. Selon l'ambition de leurs dirigeants, ils furent soit des sociétés commerciales, soit des ASBL [Quoi ?] [réf. souhaitée].

## Conservation / retour des « appellations »
Dans de nombreux cas, les clubs refondés après 1990 adoptèrent une nouvelle dénomination ou reprirent leur nom historique (ou s'en rapprochèrent). Toutefois, après quelques saisons, on constata que de nombreux cercles conservèrent ou reprirent l'appellation sous laquelle ils connurent leurs plus glorieuses années. À titre d'exemple : SV Motor Altenburg, FC Energie Cottbus, SG Dynamo Dresden, FV Motor Eberswalde, TSG Neustrelitz ou encore TSV Stahl Riesa, ...